# Both Sides, Now
"Both Sides, Now" er en sang skrevet af den canadiske singer-songwriter Joni Mitchell i 1967. Sangen blev første gang udsendt af Judy Collins i 1968, og året efter udkom den på albummet Clouds med Mitchell selv. Sangen er en af Joni Mitchells meste kendte og indspillet af utallige andre kunstnere.

## Sangens tilblivelse
I marts 1967 læste Joni Mitchell under en flyvetur Saul Bellows roman Regnkongen Henderson og faldt over en passage, hvor romanens titelperson ligeledes er på en flyvetur og ser ned på skyerne. Mitchell kiggede derpå ud og kunne selv få samme oplevelse med at kigge ned på skyerne, hvorpå hun gik i gang med at skrive sangen.
Første indspilning af sangen fandt sted senere samme år, hvor folkgruppen Fairport Convention lavede en demo-version af den, men den blev først udgivet i 2000. I stedet blev Judy Collins' version af sangen den første, der blev udsendt på markedet, og den nåede en ottendeplads på den amerikanske pophitliste i 1968 og modtog senere en Grammy Award for bedste folk-præstation.

## Joni Mitchells egne udgaver
I begyndelsen af 1969 indspillede Joni Mitchell sit andet album, og der inkluderede hun "Both Sides, Now", som ligeledes blev udsendt som single. Albummet modtog i 1970 en Grammy Award for bedste folk-præstation, så "Both Sides, Now" var dermed med til at vinde denne pris to år i træk.
Sangen findes desuden på Mitchells live-album Miles of Aisles fra 1974 i en akustisk live-version, hvor hun indledningsvis blot selv spiller guitar og synger, inden bandet falder ind med et diskret akkompagnement. I denne udgave er Mitchells fraseringer noget anderledes end i originaludgaven, og akkompagnementet indeholder både slideguitar og fløjte
Den tredje og betydeligt ændrede udgave findes på albummet Both Sides Now fra 2000, hvor Joni Mitchell indspillede et album primært med nyfortolkninger af klassiske jazzsange. Hun medtog også to af sine tidlige sange (ud over "Both Sides, Now" var det "A Case of You"), og fælles for alle sangene på albummet er, at de er indspillet med stort orkester, således også titelnummeret. I sammenligning med de tidligere udgaver er sangens tempo her lavere, og den varer således også over et minut længere end udgaven fra Clouds. Endvidere er sangen præget af, at Mitchells stemme generelt ligger i et lavere leje end i hendes ungdom, hvorfor også sangen ligger lavere end i originalen. 
Udgaven fra Clouds findes også på opsamlingsalbummet Hits fra 1996, mens orkesterudgaven ligeledes findes på opsamlingsalbummet Dreamland fra 2004.

## Fortolkninger af andre kunstnere
"Both Sides, Now" er suverænt den mest kopierede af Joni Mitchells sange og findes i mere end 750 versioner.
Blandt de kunstnere, der har indspillet sangen, kan nævnes:
- Bing Crosby (1968 på albummet Hey Jude/Hey Bing)
- Frank Sinatra (1968 på albummet Cycles under titlen "From Both Sides, Now")
- Anne Murray (1968 på debutalbummet What About Me)
- Nana Mouskouri (1969 på albummet Dans le soleil et dans le vent med den franske titel "Je n'ai rien appris")
- Pete Seeger (1969 på albummet Young vs. Old med et eget tilføjet fjerde vers)
- Andy Williams (1970 på albummet Raindrops Keep Fallin' on My Head)
- Roger Whittaker (1971 på albummet New World in the Morning under titlen "From Both Sides Now")
- Dolly Parton (2005 på albummet Those Were the Days med Judy Collins som medsanger)
- Håkan Hellström (2006 i svensk oversættelse under titlen "Båda sidor, nu")
- Herbie Hancock med band (2007 på albummet River: The Joni Letters i instrumentaludgave)
- Ronan Keating (2009 på albummet Songs for My Mother)
- Susan Boyle (2011 på albummet Someone to Watch Over Me)

Følgende danske kunstnere har indspillet sangen: 
- Nina van Pallandt (1971 på albummet Nina Alone)
- Cæcilie Norby (2004 på albummet London-Paris)

## Sangen i andre medier
Sangen bruges i flere film herunder: Life as a House (2001), Love Actually (2003) og Ondskabens hus (2018). I Love Actually spilles den i Mitchells orkesterudgave, og man ser albummet Both Sides Now på en cd-afspiller i en scene, hvor en ulykkelig Karen (Emma Thompson) spiller sangen, mens det går op for hende, at hendes mand Harry (Alan Rickman) muligvis har en affære. I Ondskabens hus bruges Judy Collins' udgave under rulleteksterne til sidst.
Under åbningsceremonien til vinter-OL 2010 i Vancouver blev "Both Sides, Now" spillet som et led i akkompagnementet til en dans, der skulle illustrere det endeløse canadiske prærier. 